# 1488
Portal Geschichte | Portal Biografien | Aktuelle Ereignisse | Jahreskalender | Tagesartikel

◄ |
14. Jahrhundert |
15. Jahrhundert
| 16. Jahrhundert | ►

◄ |
1450er |
1460er |
1470er |
1480er
| 1490er | 1500er | 1510er | ►

◄◄ |
◄ |
1484 |
1485 |
1486 |
1487 |
1488
| 1489 | 1490 | 1491 | 1492 | ► | ►►
Staatsoberhäupter  · Nekrolog
| Januar | Januar | Januar | Januar | Januar | Januar | Januar | Januar |
| Kw     | Mo     | Di     | Mi     | Do     | Fr     | Sa     | So     |
| ------ | ------ | ------ | ------ | ------ | ------ | ------ | ------ |
| 1      |        | 1      | 2      | 3      | 4      | 5      | 6      |
| 2      | 7      | 8      | 9      | 10     | 11     | 12     | 13     |
| 3      | 14     | 15     | 16     | 17     | 18     | 19     | 20     |
| 4      | 21     | 22     | 23     | 24     | 25     | 26     | 27     |
| 5      | 28     | 29     | 30     | 31     |        |        |        |

| Februar | Februar | Februar | Februar | Februar | Februar | Februar | Februar |
| Kw      | Mo      | Di      | Mi      | Do      | Fr      | Sa      | So      |
| ------- | ------- | ------- | ------- | ------- | ------- | ------- | ------- |
| 5       |         |         |         |         | 1       | 2       | 3       |
| 6       | 4       | 5       | 6       | 7       | 8       | 9       | 10      |
| 7       | 11      | 12      | 13      | 14      | 15      | 16      | 17      |
| 8       | 18      | 19      | 20      | 21      | 22      | 23      | 24      |
| 9       | 25      | 26      | 27      | 28      | 29      |         |         |

| März | März | März | März | März | März | März | März |
| Kw   | Mo   | Di   | Mi   | Do   | Fr   | Sa   | So   |
| ---- | ---- | ---- | ---- | ---- | ---- | ---- | ---- |
| 9    |      |      |      |      |      | 1    | 2    |
| 10   | 3    | 4    | 5    | 6    | 7    | 8    | 9    |
| 11   | 10   | 11   | 12   | 13   | 14   | 15   | 16   |
| 12   | 17   | 18   | 19   | 20   | 21   | 22   | 23   |
| 13   | 24   | 25   | 26   | 27   | 28   | 29   | 30   |
| 14   | 31   |      |      |      |      |      |      |

| April | April | April | April | April | April | April | April |
| Kw    | Mo    | Di    | Mi    | Do    | Fr    | Sa    | So    |
| ----- | ----- | ----- | ----- | ----- | ----- | ----- | ----- |
| 14    |       | 1     | 2     | 3     | 4     | 5     | 6     |
| 15    | 7     | 8     | 9     | 10    | 11    | 12    | 13    |
| 16    | 14    | 15    | 16    | 17    | 18    | 19    | 20    |
| 17    | 21    | 22    | 23    | 24    | 25    | 26    | 27    |
| 18    | 28    | 29    | 30    |       |       |       |       |

| Mai | Mai | Mai | Mai | Mai | Mai | Mai | Mai |
| Kw  | Mo  | Di  | Mi  | Do  | Fr  | Sa  | So  |
| --- | --- | --- | --- | --- | --- | --- | --- |
| 18  |     |     |     | 1   | 2   | 3   | 4   |
| 19  | 5   | 6   | 7   | 8   | 9   | 10  | 11  |
| 20  | 12  | 13  | 14  | 15  | 16  | 17  | 18  |
| 21  | 19  | 20  | 21  | 22  | 23  | 24  | 25  |
| 22  | 26  | 27  | 28  | 29  | 30  | 31  |     |

| Juni | Juni | Juni | Juni | Juni | Juni | Juni | Juni |
| Kw   | Mo   | Di   | Mi   | Do   | Fr   | Sa   | So   |
| ---- | ---- | ---- | ---- | ---- | ---- | ---- | ---- |
| 22   |      |      |      |      |      |      | 1    |
| 23   | 2    | 3    | 4    | 5    | 6    | 7    | 8    |
| 24   | 9    | 10   | 11   | 12   | 13   | 14   | 15   |
| 25   | 16   | 17   | 18   | 19   | 20   | 21   | 22   |
| 26   | 23   | 24   | 25   | 26   | 27   | 28   | 29   |
| 27   | 30   |      |      |      |      |      |      |

| Juli | Juli | Juli | Juli | Juli | Juli | Juli | Juli |
| Kw   | Mo   | Di   | Mi   | Do   | Fr   | Sa   | So   |
| ---- | ---- | ---- | ---- | ---- | ---- | ---- | ---- |
| 27   |      | 1    | 2    | 3    | 4    | 5    | 6    |
| 28   | 7    | 8    | 9    | 10   | 11   | 12   | 13   |
| 29   | 14   | 15   | 16   | 17   | 18   | 19   | 20   |
| 30   | 21   | 22   | 23   | 24   | 25   | 26   | 27   |
| 31   | 28   | 29   | 30   | 31   |      |      |      |

| August | August | August | August | August | August | August | August |
| Kw     | Mo     | Di     | Mi     | Do     | Fr     | Sa     | So     |
| ------ | ------ | ------ | ------ | ------ | ------ | ------ | ------ |
| 31     |        |        |        |        | 1      | 2      | 3      |
| 32     | 4      | 5      | 6      | 7      | 8      | 9      | 10     |
| 33     | 11     | 12     | 13     | 14     | 15     | 16     | 17     |
| 34     | 18     | 19     | 20     | 21     | 22     | 23     | 24     |
| 35     | 25     | 26     | 27     | 28     | 29     | 30     | 31     |

| September | September | September | September | September | September | September | September |
| Kw        | Mo        | Di        | Mi        | Do        | Fr        | Sa        | So        |
| --------- | --------- | --------- | --------- | --------- | --------- | --------- | --------- |
| 36        | 1         | 2         | 3         | 4         | 5         | 6         | 7         |
| 37        | 8         | 9         | 10        | 11        | 12        | 13        | 14        |
| 38        | 15        | 16        | 17        | 18        | 19        | 20        | 21        |
| 39        | 22        | 23        | 24        | 25        | 26        | 27        | 28        |
| 40        | 29        | 30        |           |           |           |           |           |

| Oktober | Oktober | Oktober | Oktober | Oktober | Oktober | Oktober | Oktober |
| Kw      | Mo      | Di      | Mi      | Do      | Fr      | Sa      | So      |
| ------- | ------- | ------- | ------- | ------- | ------- | ------- | ------- |
| 40      |         |         | 1       | 2       | 3       | 4       | 5       |
| 41      | 6       | 7       | 8       | 9       | 10      | 11      | 12      |
| 42      | 13      | 14      | 15      | 16      | 17      | 18      | 19      |
| 43      | 20      | 21      | 22      | 23      | 24      | 25      | 26      |
| 44      | 27      | 28      | 29      | 30      | 31      |         |         |

| November | November | November | November | November | November | November | November |
| Kw       | Mo       | Di       | Mi       | Do       | Fr       | Sa       | So       |
| -------- | -------- | -------- | -------- | -------- | -------- | -------- | -------- |
| 44       |          |          |          |          |          | 1        | 2        |
| 45       | 3        | 4        | 5        | 6        | 7        | 8        | 9        |
| 46       | 10       | 11       | 12       | 13       | 14       | 15       | 16       |
| 47       | 17       | 18       | 19       | 20       | 21       | 22       | 23       |
| 48       | 24       | 25       | 26       | 27       | 28       | 29       | 30       |

| Dezember | Dezember | Dezember | Dezember | Dezember | Dezember | Dezember | Dezember |
| Kw       | Mo       | Di       | Mi       | Do       | Fr       | Sa       | So       |
| -------- | -------- | -------- | -------- | -------- | -------- | -------- | -------- |
| 49       | 1        | 2        | 3        | 4        | 5        | 6        | 7        |
| 50       | 8        | 9        | 10       | 11       | 12       | 13       | 14       |
| 51       | 15       | 16       | 17       | 18       | 19       | 20       | 21       |
| 52       | 22       | 23       | 24       | 25       | 26       | 27       | 28       |
| 1        | 29       | 30       | 31       |          |          |          |          |

| Januar | Januar | Januar | Januar | Januar | Januar | Januar | Januar |
| Kw     | Mo     | Di     | Mi     | Do     | Fr     | Sa     | So     |
| ------ | ------ | ------ | ------ | ------ | ------ | ------ | ------ |
| 1      |        | 1      | 2      | 3      | 4      | 5      | 6      |
| 2      | 7      | 8      | 9      | 10     | 11     | 12     | 13     |
| 3      | 14     | 15     | 16     | 17     | 18     | 19     | 20     |
| 4      | 21     | 22     | 23     | 24     | 25     | 26     | 27     |
| 5      | 28     | 29     | 30     | 31     |        |        |        |

| Februar | Februar | Februar | Februar | Februar | Februar | Februar | Februar |
| Kw      | Mo      | Di      | Mi      | Do      | Fr      | Sa      | So      |
| ------- | ------- | ------- | ------- | ------- | ------- | ------- | ------- |
| 5       |         |         |         |         | 1       | 2       | 3       |
| 6       | 4       | 5       | 6       | 7       | 8       | 9       | 10      |
| 7       | 11      | 12      | 13      | 14      | 15      | 16      | 17      |
| 8       | 18      | 19      | 20      | 21      | 22      | 23      | 24      |
| 9       | 25      | 26      | 27      | 28      | 29      |         |         |

| März | März | März | März | März | März | März | März |
| Kw   | Mo   | Di   | Mi   | Do   | Fr   | Sa   | So   |
| ---- | ---- | ---- | ---- | ---- | ---- | ---- | ---- |
| 9    |      |      |      |      |      | 1    | 2    |
| 10   | 3    | 4    | 5    | 6    | 7    | 8    | 9    |
| 11   | 10   | 11   | 12   | 13   | 14   | 15   | 16   |
| 12   | 17   | 18   | 19   | 20   | 21   | 22   | 23   |
| 13   | 24   | 25   | 26   | 27   | 28   | 29   | 30   |
| 14   | 31   |      |      |      |      |      |      |

| April | April | April | April | April | April | April | April |
| Kw    | Mo    | Di    | Mi    | Do    | Fr    | Sa    | So    |
| ----- | ----- | ----- | ----- | ----- | ----- | ----- | ----- |
| 14    |       | 1     | 2     | 3     | 4     | 5     | 6     |
| 15    | 7     | 8     | 9     | 10    | 11    | 12    | 13    |
| 16    | 14    | 15    | 16    | 17    | 18    | 19    | 20    |
| 17    | 21    | 22    | 23    | 24    | 25    | 26    | 27    |
| 18    | 28    | 29    | 30    |       |       |       |       |

| Mai | Mai | Mai | Mai | Mai | Mai | Mai | Mai |
| Kw  | Mo  | Di  | Mi  | Do  | Fr  | Sa  | So  |
| --- | --- | --- | --- | --- | --- | --- | --- |
| 18  |     |     |     | 1   | 2   | 3   | 4   |
| 19  | 5   | 6   | 7   | 8   | 9   | 10  | 11  |
| 20  | 12  | 13  | 14  | 15  | 16  | 17  | 18  |
| 21  | 19  | 20  | 21  | 22  | 23  | 24  | 25  |
| 22  | 26  | 27  | 28  | 29  | 30  | 31  |     |

| Juni | Juni | Juni | Juni | Juni | Juni | Juni | Juni |
| Kw   | Mo   | Di   | Mi   | Do   | Fr   | Sa   | So   |
| ---- | ---- | ---- | ---- | ---- | ---- | ---- | ---- |
| 22   |      |      |      |      |      |      | 1    |
| 23   | 2    | 3    | 4    | 5    | 6    | 7    | 8    |
| 24   | 9    | 10   | 11   | 12   | 13   | 14   | 15   |
| 25   | 16   | 17   | 18   | 19   | 20   | 21   | 22   |
| 26   | 23   | 24   | 25   | 26   | 27   | 28   | 29   |
| 27   | 30   |      |      |      |      |      |      |

| Juli | Juli | Juli | Juli | Juli | Juli | Juli | Juli |
| Kw   | Mo   | Di   | Mi   | Do   | Fr   | Sa   | So   |
| ---- | ---- | ---- | ---- | ---- | ---- | ---- | ---- |
| 27   |      | 1    | 2    | 3    | 4    | 5    | 6    |
| 28   | 7    | 8    | 9    | 10   | 11   | 12   | 13   |
| 29   | 14   | 15   | 16   | 17   | 18   | 19   | 20   |
| 30   | 21   | 22   | 23   | 24   | 25   | 26   | 27   |
| 31   | 28   | 29   | 30   | 31   |      |      |      |

| August | August | August | August | August | August | August | August |
| Kw     | Mo     | Di     | Mi     | Do     | Fr     | Sa     | So     |
| ------ | ------ | ------ | ------ | ------ | ------ | ------ | ------ |
| 31     |        |        |        |        | 1      | 2      | 3      |
| 32     | 4      | 5      | 6      | 7      | 8      | 9      | 10     |
| 33     | 11     | 12     | 13     | 14     | 15     | 16     | 17     |
| 34     | 18     | 19     | 20     | 21     | 22     | 23     | 24     |
| 35     | 25     | 26     | 27     | 28     | 29     | 30     | 31     |

| September | September | September | September | September | September | September | September |
| Kw        | Mo        | Di        | Mi        | Do        | Fr        | Sa        | So        |
| --------- | --------- | --------- | --------- | --------- | --------- | --------- | --------- |
| 36        | 1         | 2         | 3         | 4         | 5         | 6         | 7         |
| 37        | 8         | 9         | 10        | 11        | 12        | 13        | 14        |
| 38        | 15        | 16        | 17        | 18        | 19        | 20        | 21        |
| 39        | 22        | 23        | 24        | 25        | 26        | 27        | 28        |
| 40        | 29        | 30        |           |           |           |           |           |

| Oktober | Oktober | Oktober | Oktober | Oktober | Oktober | Oktober | Oktober |
| Kw      | Mo      | Di      | Mi      | Do      | Fr      | Sa      | So      |
| ------- | ------- | ------- | ------- | ------- | ------- | ------- | ------- |
| 40      |         |         | 1       | 2       | 3       | 4       | 5       |
| 41      | 6       | 7       | 8       | 9       | 10      | 11      | 12      |
| 42      | 13      | 14      | 15      | 16      | 17      | 18      | 19      |
| 43      | 20      | 21      | 22      | 23      | 24      | 25      | 26      |
| 44      | 27      | 28      | 29      | 30      | 31      |         |         |

| November | November | November | November | November | November | November | November |
| Kw       | Mo       | Di       | Mi       | Do       | Fr       | Sa       | So       |
| -------- | -------- | -------- | -------- | -------- | -------- | -------- | -------- |
| 44       |          |          |          |          |          | 1        | 2        |
| 45       | 3        | 4        | 5        | 6        | 7        | 8        | 9        |
| 46       | 10       | 11       | 12       | 13       | 14       | 15       | 16       |
| 47       | 17       | 18       | 19       | 20       | 21       | 22       | 23       |
| 48       | 24       | 25       | 26       | 27       | 28       | 29       | 30       |

| Dezember | Dezember | Dezember | Dezember | Dezember | Dezember | Dezember | Dezember |
| Kw       | Mo       | Di       | Mi       | Do       | Fr       | Sa       | So       |
| -------- | -------- | -------- | -------- | -------- | -------- | -------- | -------- |
| 49       | 1        | 2        | 3        | 4        | 5        | 6        | 7        |
| 50       | 8        | 9        | 10       | 11       | 12       | 13       | 14       |
| 51       | 15       | 16       | 17       | 18       | 19       | 20       | 21       |
| 52       | 22       | 23       | 24       | 25       | 26       | 27       | 28       |
| 1        | 29       | 30       | 31       |          |          |          |          |

## Ereignisse

### Politik und Weltgeschehen

#### Die Expedition des Bartolomeu Dias

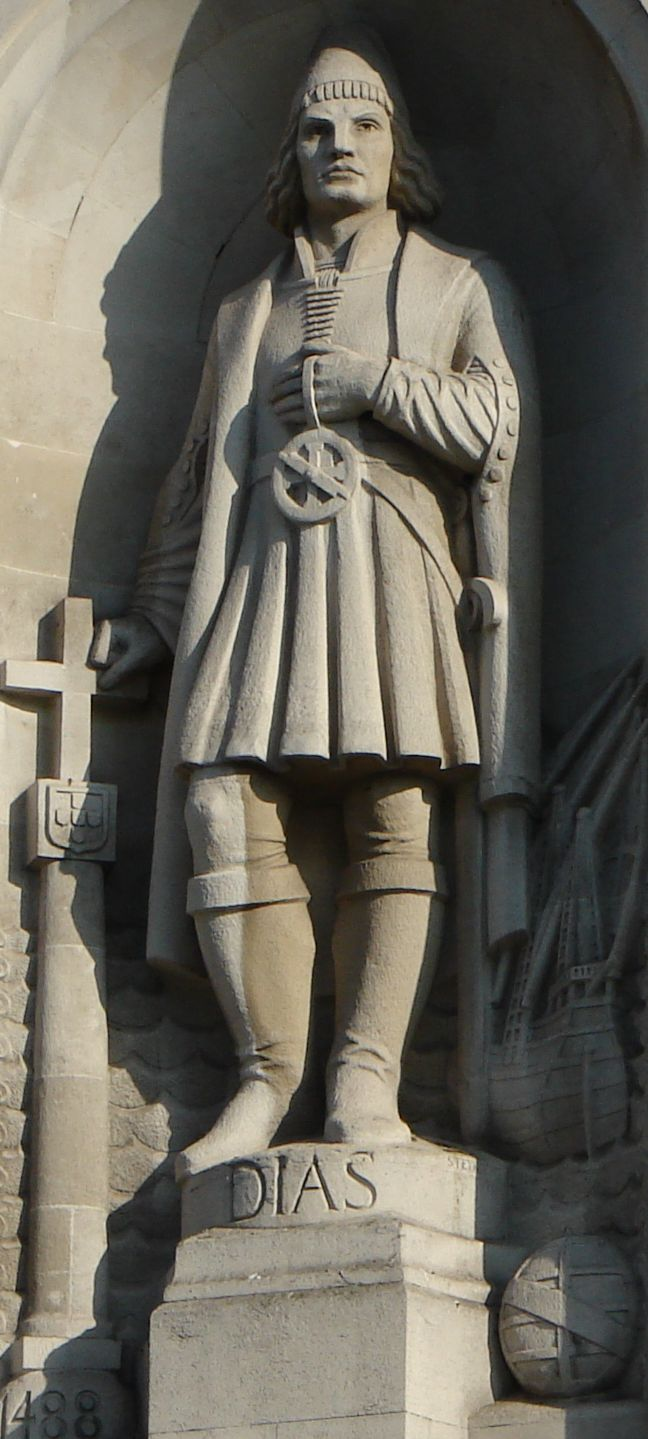
Statue von Bartolomeu Dias

- Die streng geheime Expedition von Bartolomeu Dias, die Ende 1487 den Süden Afrikas erreicht hat, wird Anfang des Jahres von starken Nordwinden weiter nach Süden abgetrieben. Als er nach einigen Tagen auf Ostkurs keine Landberührung hat und die Temperatur immer weiter fällt, dreht er nach Norden ab und stößt auf eine bewohnte Bucht, die er wegen der dort weidenden Rinderherden Angra dos Vaqueiros nennt.
- 3. Februar: Der Portugiese Bartolomeu Dias legt mit seinem Schiff als erster Europäer östlich des Kaps der Guten Hoffnung vermutlich in der Mosselbaai in Südafrika an. Danach segelt die Expedition weiter nach Osten, um den Seeweg nach Indien zu finden.
- 12. März: Die Expedition errichtet einen Padrão, einen steinernen Wappenpfeiler, am Kap Padrone. Gegen den Willen seiner kurz vor einer Meuterei stehenden Mannschaft setzt Dias die Weiterfahrt in Richtung Osten durch und erreicht die Mündung des Großen Fischflusses, wo die Küste bereits erkennbar in nordöstliche Richtung verläuft. Zu Ehren seines Stellvertreters tauft er den Fluss auf den Namen Rio Infante. Seine an Skorbut erkrankte Mannschaft zwingt ihn danach aber zur Umkehr.
- Ende April: Erst auf dem Rückweg sichtet Dias erstmals das Kap der Guten Hoffnung, das er Cabo Tormentoso (Sturmkap) tauft. Am 1. Mai wird in der Tafelbucht ein weiterer Pfeiler errichtet.
- 25. Juli: Auf dem Rückweg wird auf der Diaz-Spitze im heutigen Namibia ein weiterer Padrão errichtet.
- Nach kurzen Aufenthalten an der angolanischen Küste und der Insel Príncipe im Golf von Guinea zur Frischwasserübernahme läuft die Expedition nach mehr als 16 Monaten Ende Dezember wieder in Lissabon ein.

#### Heiliges Römisches Reich
- 6. Januar: Geschichte der Stadt Braunschweig: Eine neue Münzordnung, mit der die verschuldete Stadt Braunschweig versucht, einer Währungskrise entgegenzuwirken, ist Auslöser für eine weitere Braunschweiger Schicht. Es kommt zu Ausschreitungen mehrerer Gilden und nichtgildefähiger Bewohner, der Meinheiten, woraufhin das Münzedikt bereits am 19. Januar widerrufen wird. Trotzdem spitzt sich der Konflikt weiter zu.
- 5. Februar: Die Braunschweiger Aufständischen wählen den Kürschner Ludeke Hollant zu ihrem Sprecher. Dem Rat wird auf dem Neustadtrathaus ein Rezess mit 75 Artikeln übergeben, den dieser am Folgetag unter dem Druck der Straße akzeptiert. Dem Rat wird ein aus 24 Männern bestehendes Gremium beigegeben, womit er praktisch entmachtet wird. Mehrere Ratsmitglieder werden zum Rücktritt gezwungen und aus der Stadt vertrieben, unter ihnen befindet sich auch der Zollschreiber Hermann Bote. Hollants Willkürherrschaft führt im Laufe des Jahres zunehmend zu Unzufriedenheit in der Bevölkerung, die sich im Oktober in Unruhen entladen.
- 14. Februar: Der in Esslingen am Neckar mit allen Reichsständen in Schwaben abgeschlossene Schwäbische Bund soll dem Erhalt des Landfriedens dienen.

#### Frankreich
- 28. Juli: Mit der Schlacht bei Saint-Aubin-du-Cormier endet der Guerre folle.
- 9. September: Nach dem Tod ihres Vaters Franz II. wird Anne Herzogin der Bretagne.

#### Schottland
- 11. Juni: Jakob IV. wird 15-jährig König von Schottland, nachdem sein unbeliebter Vater Jakob III. im Kampf gegen adlige Rebellen während oder nach der Schlacht bei Sauchieburn getötet wurde.
- 24. Juni: Jakob IV. wird im Alter von 15 Jahren in Scone zum König von Schottland gekrönt.

#### Osteuropa
- Russisch-Litauischer Krieg (1487–1494)

#### Nordafrika
- Nach dem Tod von Kalif Uthman brechen unter den Hafsiden in Ifrīqiya Machtkämpfe aus, die das Reich erheblich schwächen.

#### Asien
- 9. Juli: Scheich Haidar, der fünfte Führer des militanten schiitischen Safawiyyaordens, wird von den Aq Qoyunlu südwestlich der Stadt Derbent entscheidend besiegt und getötet.
- Nach dem Tod von Borommatrailokanat wird sein Sohn Borommaracha III., der als Uparat bereits mitregiert hat, zehnter König des siamesischen Reiches von Ayutthaya.

#### Urkundliche Ersterwähnungen
- Grub wird zum ersten Mal urkundlich erwähnt.

### Kultur

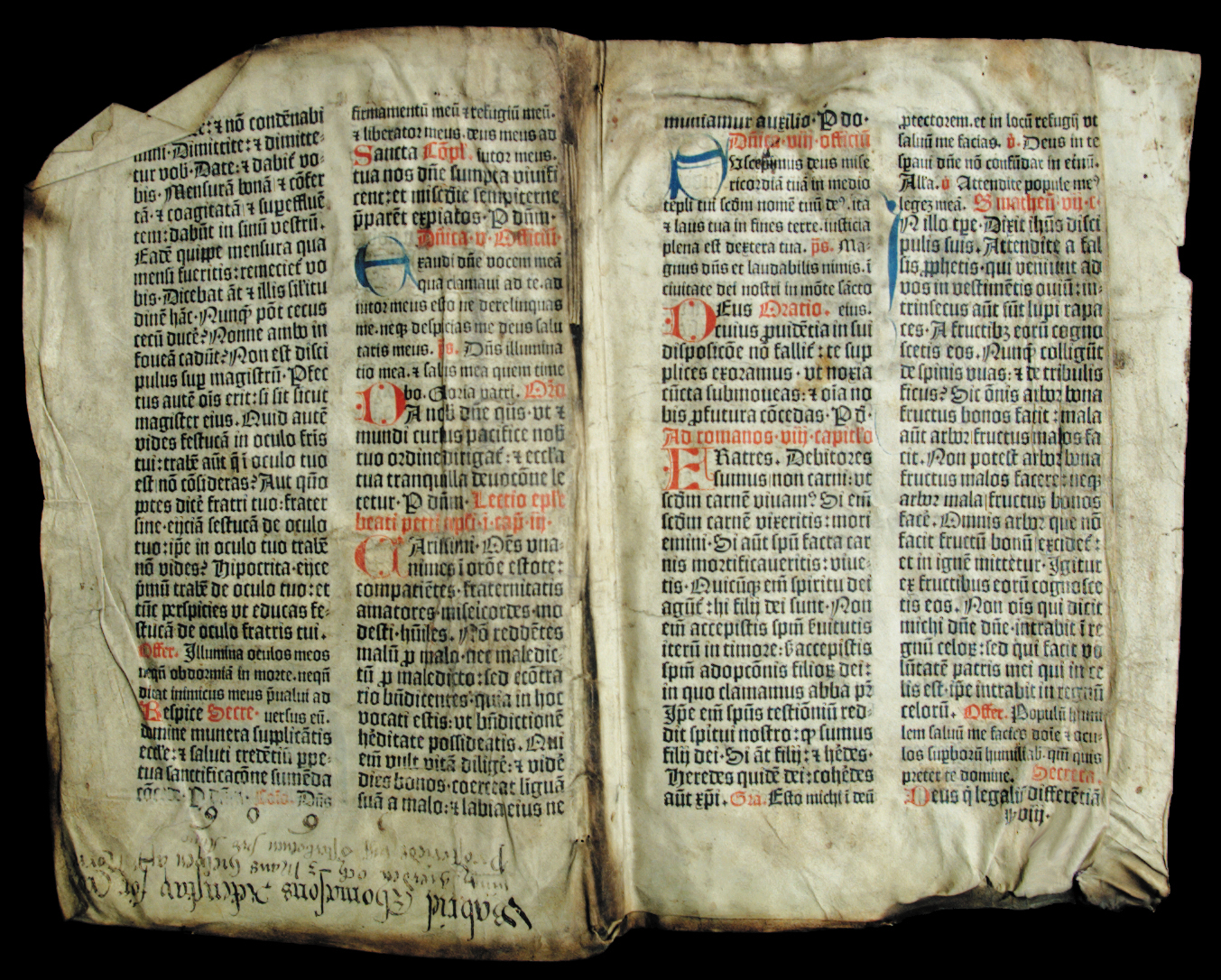
Missale Aboense

- Das Missale Aboense wird gedruckt. Die Inkunabel ist das erste für Finnland gedruckte Buch. Auftraggeber ist Konrad Bitz, Bischof von Turku.
- Mit der Prager Bibel wird die älteste Bibel in tschechischer Sprache und damit in einer slawischen Sprache gedruckt.
- Am 28. April wird in Amsterdam der erste Stein der Sint Antoniespoort gelegt.

### Gesellschaft
- 11. November: Mit einer Spende an die Heilige Maria gründen Stralsunder Seefahrer unter dem Namen St. Marienbruderschaft der Schiffer in Stralsund die Schiffercompagnie zum Zwecke des gegenseitigen Schutzes und der Zusammenarbeit sowie der sozialen Sicherung von Hinterbliebenen.

### Religion
- 26. Mai bis 14. September: Das Kloster Voroneț nahe der Stadt Gura Humorului wird im Auftrag des moldauischen Woiwoden Ștefan cel Mare errichtet.

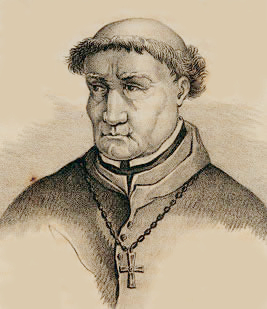
Tomás de Torquemada

In Spanien wird ein eigener Rat für die Inquisition ins Leben gerufen, der Consejo de la Suprema y General Inquisicion. Erster Vorsitzender dieses Rates wird der Großinquisitor Tomás de Torquemada. Dieser Rat bildet den Grundstein für die sich von hier an zu einer eigenen Behörde entwickelnde Spanische Inquisition.
Innozenz VIII. genehmigt die Gründung dreier Dominikanerklöster in Irland, wovon nur eines in Cloonameehan über das Planungsstadium hinauskommt.

## Geboren

### Geburtsdatum gesichert
- 6. Januar: Helius Eobanus Hessus, deutscher evangelischer Humanist († 1540)
- 17. Januar: Georg I. von Hohenlohe-Waldenburg, regierender Graf von Hohenlohe († 1551)
- 20. Januar: Sebastian Münster, deutscher Kosmograph und Hebraist († 1552)
- 25. Januar: Georg Truchsess von Waldburg-Zeil, deutscher Heerführer († 1531)
- 9. März: Girolamo della Robbia, italienischer Bildhauer und Architekt († 1566)
- 19. März: Johannes Magnus, schwedischer Geistlicher und Erzbischof von Uppsala († 1544)
- 16. April: Jungjong, 11. König der Joseon-Dynastie in Korea († 1544)
- 21. April: Ulrich von Hutten, deutscher Humanist († 1523)
- 1. Mai: Sidonie von Bayern, Prinzessin von Bayern-München († 1505)
- 7. Mai: Johann von der Pfalz, Fürstbischof von Regensburg († 1538)
- 30. Juni: Jost III. von Rosenberg, Adeliger aus dem Geschlecht der Rosenberger († 1539)
- 15. Juli: Juan Álvarez y Alva de Toledo, spanischer Dominikaner, Bischof und Kardinal († 1557)
- 25. Juli: Albrecht VII., Herzog zu Mecklenburg-Güstrow († 1547)
- 7. August: Caspar Aquila, deutscher Theologe († 1560)
- 15. August: Fernando Kolumbus, spanischer Seefahrer († 1539)
- 15. Dezember: Ferdinand, Herzog von Kalabrien († 1550)
- 31. Dezember: Johann Briesmann, deutscher Theologe und Reformator († 1549)

### Genaues Geburtsdatum unbekannt
- Otto Brunfels, deutscher Botaniker († 1534)
- Georg Rhau, deutscher Buchdrucker und Thomaskantor († 1548)

### Geboren um 1488
- Thomas Burgh, 1. Baron Burgh, englischer Adeliger und Politiker († 1550)
- 7. Oktober 1488 oder 12. November 1493: Baccio Bandinelli, Florentiner Bildhauer († 1560)

## Gestorben

### Todesdatum gesichert
- 14. April: Hinrich Castorp, Lübecker Bürgermeister (* 1419)
- 14. April: Girolamo Riario, Generalkapitän der Kirche, Herr von Imola und Forlí (* 1443)
- 29. April: Wenzel, nicht regierender Herzog von Sagan (* zwischen 1420 und 1434)
- 9. Mai: Friedrich I., Herzog von Liegnitz und Brieg (* 1446)
- 8. Juni: Sigismund von Lamberg, Bischof von Laibach (* vor 1444)
- 11. Juni: Jakob III., König von Schottland (* 1451)
- 18. Juli: Alvise Cadamosto, italienischer Seefahrer und Entdecker im Dienste Portugals (* 1432)
- 23. Juli: Albrecht von Baden, badischer Markgraf (* 1455)
- 30. Juli: Clarice Orsini, römische Adelige und als Gattin von Lorenzo il Magnifico Stadtherrin  von Florenz (* 1453)
- 20. August: Hippolyta Maria Sforza, Herzogin von Kalabrien (* 1445 oder 1446)

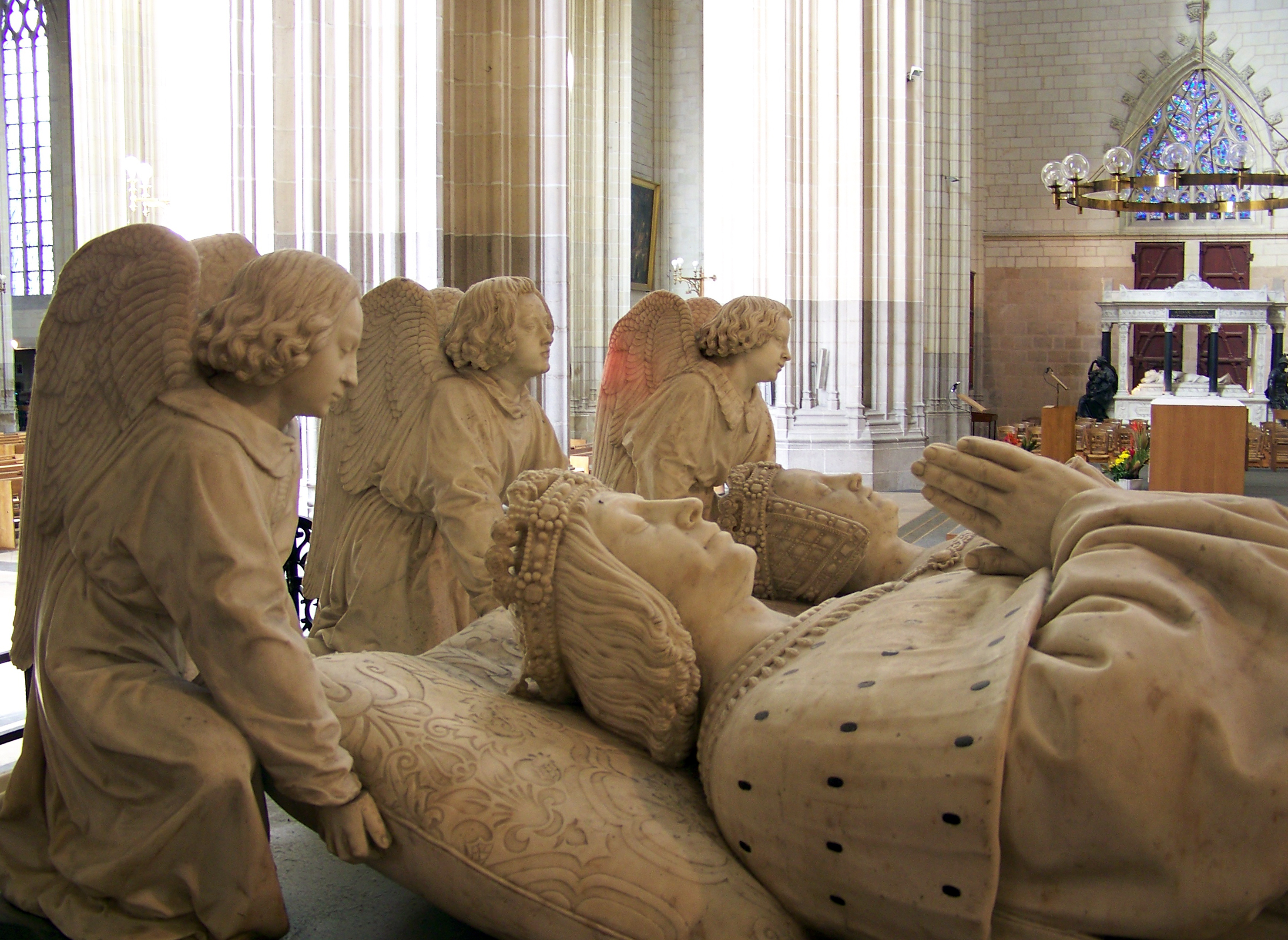
Grabmal Franz’ II. in Nantes

- 9. September: Franz II., Herzog der Bretagne (* 1435)
- 2. Oktober: Giovanni Arcimboldi, italienischer Bischof und Kardinal (* 1430)
- 6. Oktober: Jörg von Halspach, Münchener Baumeister und Architekt (* vor 1441)
- 7. Oktober: Andrea del Verrocchio, italienischer Künstler (* 1435)

### Genaues Todesdatum unbekannt
- vor dem 10. Januar: Peter Ugelheimer, venezianisch-deutscher Kaufmann, Buchhändler und Bibliophiler (* ca. 1442/1446)
- vor dem 27. Oktober: Enrique de Paris, französischer Komponist und Sänger der frühen Renaissance, der meist in Spanien wirkte (Geburtsdatum gänzlich unbekannt / 15. Jahrhundert)
- Borommatrailokanat, neunter König des siamesischen Königreiches von Ayutthaya (heute Thailand) (* 1431)
- Iizasa Choisai Ienao, japanischer Samurai und Begründer der Kampfkunst Tenshin Shoden Katori Shinto-ryu (* 1387)
- Sayyed Zahiruddin Mar'ashi, iranischer Gelehrter und Historiker (* 1413)
- Richard Tempest, englischer Ritter (* um 1408)
- Uthman, Kalif der Hafsiden in Ifriqiya (* vor 1435)

### Gestorben um 1488
- Margaret Douglas of Galloway, schottische Adelige (* um 1435)